# ハイロ・オープン
ハイロ・オープン (Hylo Open)は、1987年からドイツのザールラント州ザールブリュッケンで毎年開催されている、バドミントンの国際大会。2020年までBWFワールドツアースーパー100の大会であったが、2022年から2024年までスーパー300となり、2021年および2025年からスーパー500として開催。

## 優勝選手
| 年   | 男子シングルス   | 女子シングルス       | 男子ダブルス                    | 女子ダブルス  | 混合ダブルス                            |
| ---- | ---------------- | -------------------- | ------------------------------- | ------------- | --------------------------------------- |
| 2024 | クリスト・ポポフ | ミア・ブリクフェルト | ベン・レーン ショーン・ベンディ | 宋碩芸 余芊慧 | イェスパー・トフト アマリー・マゲルンド |
| 2023 | 周天成           | ベイウェン・ツァン   | 劉雨辰 欧烜屹                   | 張殊賢 鄭雨   | 鄧俊文 謝影雪                           |